# 붉은 바캉스 검은 웨딩 2
"붉은 바캉스 검은 웨딩 2"(Red Vacance Black Wedding 2)는 한국에서 제작된 최위안 감독의 2013년 스릴러 영화이다. 문지영 등이 주연으로 출연하였다.

## 출연

### 주연
- 문지영
- 김재록
- 유안

## 기타
- 프로듀서: 김효정